# 中津川市立第二中学校
中津川市立第二中学校（なかつがわしりつ だいにちゅうがっこう）は、岐阜県中津川市にある公立中学校。
西小学校（一部）、東小学校（一部）、南小学校（一部）の児童が進学する。

## 沿革
- 1948年（昭和23年）
  - 9月1日 - 恵那郡中津町の中津町立恵北中学校[注釈 1]から分離し、中津町立第二中学校として開校。校舎は旧・中津商業学校[注釈 2]を使用。
  - 9月7日 - 開校式。
- 1949年（昭和24年） - 手賀野地区が第一中学校校区から第二中学校校区に変更される。
- 1951年（昭和26年）4月1日 - 中津町と苗木町が合併し、中津川町が発足。同時に中津川町立第二中学校に改称する。
- 1952年（昭和27年）4月1日 - 中津川町が市制施行し中津川市となる。同時に中津川市立第二中学校に改称する。
- 1953年（昭和28年）9月 - 新築移転先が中津川市駒場大岩に決まり、造成と校舎の建築が始まる。
- 1956年（昭和31年）
  - 2月 - 岐阜県教育委員会から「旧・中津商業学校校舎の返還について」の通達が中津川市に出される。これは中津高等学校から中津商業高等学校を分離独立させ、旧・中津商業学校の校舎をあてがうために、4月1日までに第二中学校校舎を返還するという内容であった。この通達に対し、「移転により混乱をきたす」などの反対陳情がPTA、学校職員総員から出される。
  - 3月 - 中津川市と岐阜県教育委員会が議論した結果、第二中学校は従来どおり旧・中津商業学校校舎を使用し、中津川市駒場大岩のほぼ完成していた第二中学校新校舎を中津商業高等学校校舎とすることとなる。
- 1961年（昭和36年） - 新校舎（鉄筋コンクリート造3階建）が完成。
- 1968年（昭和43年） - 校舎を増築。
- 1969年（昭和44年） - 校舎を増築。
- 1970年（昭和45年） - 管理室、特別教室が完成。
- 1977年（昭和52年） - 体育館が完成。